# Белозёрский район
Белозёрский райо́н (укр. Білозерський район) — упразднённая административная единица Херсонской области Украины. В настоящее время территория района входит в состав Херсонского района.
Административный центр — посёлок городского типа Белозёрка.

## История
Район образован 4 января 1939 года на территории 10 сельсоветов, выделяемых из пригородной зоны города Херсона и 2 сельсоветов, выделяемых из пригородной зоны города Николаева, в составе Николаевской области. В 1944 году вошёл в состав Херсонской области.
17 июля 2020 года в результате административно-территориальной реформы район вошёл в состав Херсонского района, на его территории образованы Белозёрская, Дарьевская, Музыковская, Станиславская и Чернобаевская территориальные общины. Территория Садовского сельского совета вошла в состав Херсонской городской общины.